# 大津绫香
大津绫香（おおつ あやか，1992年11月18日—），日本政治活动家、原童星，曾在兒童新聞週刊上亮相。她曾是一家建筑公司的建筑设计师。她是日本與大家一起創造黨党首。